# Lucas Algozino
Lucas Javier Algozino (Santa Fe, Argentina; 29 de septiembre de 1995) es un futbolista argentino. Juega como mediocampista por derecha y su primer equipo fue Unión de Santa Fe. Actualmente milita en Villa Mitre de Bahía Blanca del Torneo Federal A.

## Trayectoria
Lucas Algozino se inició en Banco Provincial, club que participa en la Liga Santafesina, para luego sumarse a Unión de Santa Fe, donde realizó todas las inferiores hasta que fue promovido al plantel de Reserva en 2015.
Justamente a fines de ese año se produjo su debut en Primera: el 7 de noviembre, en la derrota de Unión 2-0 ante Estudiantes de La Plata, ingresó a los 13 del ST en reemplazo de Facundo Affranchino.
Jugó también en Brown de Puerto Madryn, Sportivo Belgrano (dos etapas), Alvarado de Mar del Plata, Güemes de Santiago del Estero, Independiente Rivadavia y Brown de Adrogué.

## Clubes
- Actualizado al 20 de julio de 2025

| Club                        | Div.                | Temporada           | Liga | Liga | Copa Nacional | Copa Nacional | Copa Internacional | Copa Internacional | Total | Total |
| Club                        | Div.                | Temporada           | PJ   | G    | PJ            | G             | PJ                 | G                  | PJ    | G     |
| --------------------------- | ------------------- | ------------------- | ---- | ---- | ------------- | ------------- | ------------------ | ------------------ | ----- | ----- |
| Unión Argentina             | 1.ª                 | 2015                | 1    | 0    | 0             | 0             | -                  | -                  | 1     | 0     |
| Unión Argentina             | 1.ª                 | 2016                | 0    | 0    | 0             | 0             | -                  | -                  | 0     | 0     |
| Unión Argentina             | 1.ª                 | 2016/17             | 20   | 0    | 1             | 0             | -                  | -                  | 21    | 0     |
| Unión Argentina             | 1.ª                 | 2017/18             | 1    | 0    | 0             | 0             | -                  | -                  | 1     | 0     |
| Unión Argentina             | 1.ª                 | 2020                | -    | -    | 0             | 0             | -                  | -                  | 0     | 0     |
| Unión Argentina             | Total               | Total               | 22   | 0    | 1             | 0             | -                  | -                  | 23    | 0     |
| Brown (PM) Argentina        | 2.ª                 | 2017/18             | 11   | 0    | 0             | 0             | -                  | -                  | 11    | 0     |
| Brown (PM) Argentina        | Total               | Total               | 11   | 0    | 0             | 0             | -                  | -                  | 11    | 0     |
| Sportivo Belgrano Argentina | 3.ª                 | 2018/19             | 16   | 0    | 3             | 0             | -                  | -                  | 19    | 0     |
| Sportivo Belgrano Argentina | 3.ª                 | 2023                | 13   | 0    | -             | -             | -                  | -                  | 13    | 0     |
| Sportivo Belgrano Argentina | 3.ª                 | 2024                | 27   | 2    | -             | -             | -                  | -                  | 27    | 2     |
| Sportivo Belgrano Argentina | Total               | Total               | 56   | 2    | 3             | 0             | -                  | -                  | 59    | 2     |
| Alvarado Argentina          | 2.ª                 | 2019/20             | 15   | 1    | -             | -             | -                  | -                  | 15    | 1     |
| Alvarado Argentina          | Total               | Total               | 15   | 1    | -             | -             | -                  | -                  | 15    | 1     |
| Güemes (SdE) Argentina      | 2.ª                 | 2021                | 29   | 1    | 1             | 0             | -                  | -                  | 30    | 1     |
| Güemes (SdE) Argentina      | Total               | Total               | 29   | 1    | 1             | 0             | -                  | -                  | 30    | 1     |
| Independiente (M) Argentina | 2.ª                 | 2022                | 4    | 0    | 1             | 0             | -                  | -                  | 5     | 0     |
| Independiente (M) Argentina | Total               | Total               | 4    | 0    | 1             | 0             | -                  | -                  | 5     | 0     |
| Brown (A) Argentina         | 2.ª                 | 2022                | 16   | 0    | -             | -             | -                  | -                  | 16    | 0     |
| Brown (A) Argentina         | 2.ª                 | 2023                | 4    | 0    | -             | -             | -                  | -                  | 4     | 0     |
| Brown (A) Argentina         | Total               | Total               | 20   | 0    | -             | -             | -                  | -                  | 20    | 0     |
| Villa Mitre (BB) Argentina  | 3.ª                 | 2025                | 14   | 0    | 0             | 0             | -                  | -                  | 14    | 0     |
| Villa Mitre (BB) Argentina  | Total               | Total               | 14   | 0    | 0             | 0             | -                  | -                  | 14    | 0     |
| Total en su carrera         | Total en su carrera | Total en su carrera | 171  | 4    | 6             | 0             | -                  | -                  | 177   | 4     |